# Upadek Cesarstwa Amerykańskiego
Upadek Cesarstwa Amerykańskiego (fr. Le déclin de l'empire américain) – kanadyjski komediodramat z 1986 roku oparty na scenariuszu i w reżyserii Denysa Arcanda.

## Opis fabuły
Przyjaciele, błyskotliwi intelektualiści, szykują wspólną kolację. W oddzielnych grupach, kobiety i mężczyźni, rozmawiają o seksie. Podczas posiłku, gdy wychodzą na jaw skrywane lęki oraz intymne sekrety, frywolny nastrój nagle znika.

## Obsada
- Rémy Girard jako Rémy
- Pierre Curzi jako Pierre
- Dominique Michel jako Dominique
- Dorothée Berryman jako Louise
- Louise Portal jako Diane

i inni